# 埃博拉病毒屬
伊波拉病毒屬是絲狀病毒科的其中一属病毒，可導致伊波拉出血熱，此病可導致數種不同程度的症狀（包括噁心、嘔吐、腹瀉、膚色改變、全身痠痛、體內出血、體外出血、發燒等），且可能致人死亡。這與感染同為絲狀病毒科的馬爾堡病毒的症狀極為相似。根據過往疫病的經驗，個案病亡率介於25%（2007年烏干達）和90%（2003年剛果）之間，平均約50%。死亡原因主要為中風、心肌梗塞、低血容量性休克或器官衰竭。
此病毒以非洲剛果民主共和國的伊波拉河命名，而1976年首次爆發伊波拉疫病的部落就在河畔。最近四次疫病爆發均在剛果，包括2005年5月的一次大流行。
伊波拉是人畜共通病，主要的感染途徑是透過患者體液傳染，如血液、汗、嘔吐物、排泄物、尿液、唾液或精液等，目前並無飛沫感染的證據。儘管世界衛生組織竭力研究，至今仍沒有辨認出任何有能力在爆發時存活的動物宿主，目前認為果蝠是病毒可能的原宿主。目前已有疫苗可以預防薩伊伊波拉病毒，但無法預防其它伊波拉病毒株。

## 結構

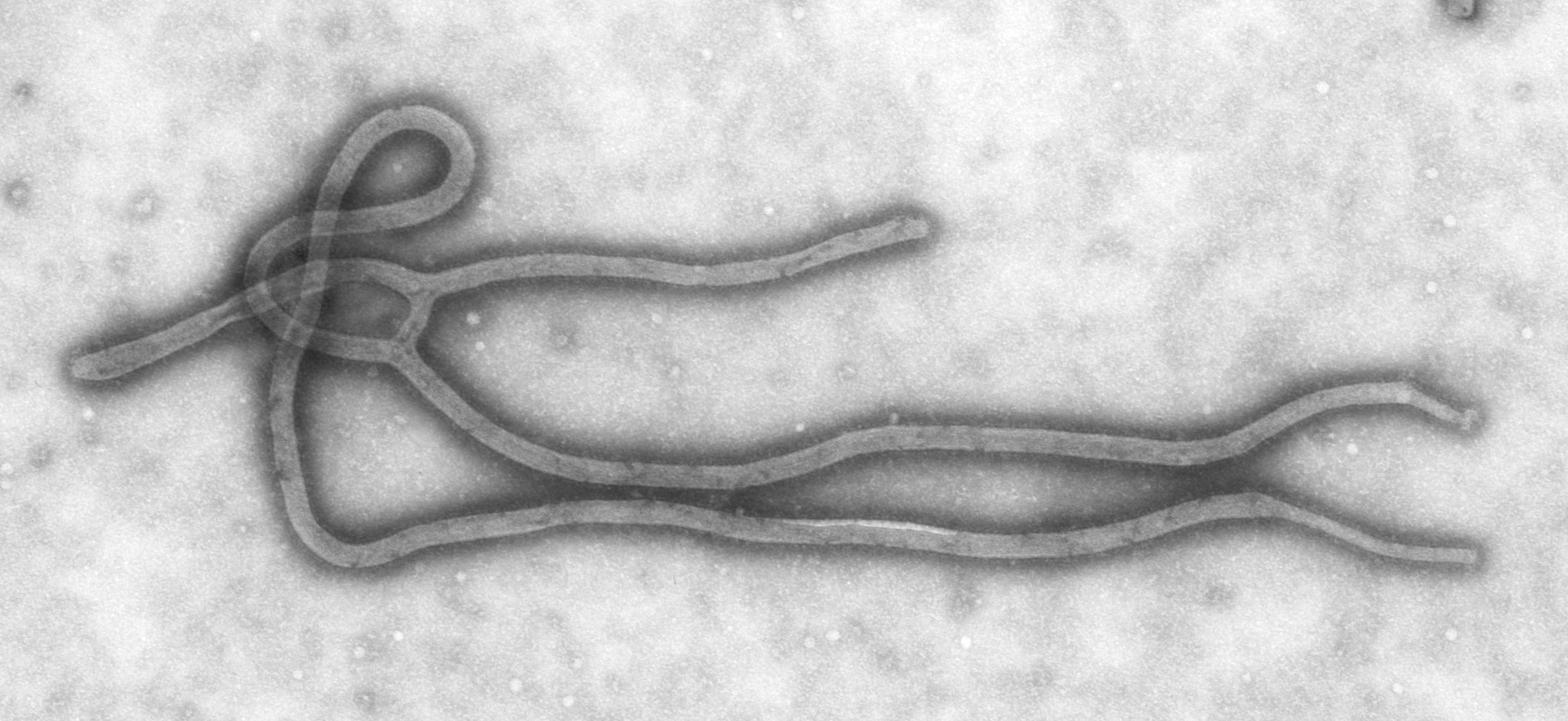
電子顯微鏡下的伊波拉病毒結構

### 基因组
每個病原体是由链状的负链核糖核酸病毒粒子构成。3'端没有多聚腺苷酸化，5'端也没有加帽（capping）。基因组编码七个结构蛋白和一个非结构蛋白。基因顺序是：3'端一NP—VP35-VP40-GP-VP30一VP24一L一5'端，两端的非编码区含有重要的信号以调节病毒的转录 、复制和新病毒颗粒的包装。如果缺少相应的蛋白，单基因组本身并不具备感染性，其中一种蛋白是RNA依赖的RNA聚合酶，是病毒基因组转录成信使RNA所必须的酶，它对病毒基因组的复制也有重要作用。其所编译的蛋白中，NP是核衣壳蛋白，VP30和VP35是病毒结构蛋白，VP35具有抗I型干扰素作用，GP是跨膜糖蛋白，与病毒的入侵过程及细胞毒性有关，VP24和VP40与病毒的成熟释放有关，前者是小型膜蛋白，后者是病毒基质蛋白。

## 分類

### 物種
伊波拉病毒目前被發現有6個物種，分別為：
- 邦巴利伊波拉病毒 Bombali ebolavirus （BOMV, 2018）
- 本迪布焦伊波拉病毒 Bundibugyo ebolavirus （BDBV, 2007）
- 雷斯頓埃博拉病毒 Reston ebolavirus （RESTV）（雷斯頓伊波拉病毒, 1989）
  - 雷斯頓埃博拉病毒雷斯頓株 Reston ebolavirus-Reston 1989
  - 雷斯頓埃博拉病毒菲律賓株 Reston ebolavirus-Philippines 1989
  - 雷斯頓埃博拉病毒西恩那株 SReston ebolavirus-Siena 1992
  - 雷斯頓埃博拉病毒德克薩斯株 Reston ebolavirus-Texas 1996
- 蘇丹埃博拉病毒 Sudan ebolavirus （SUDV）（蘇丹伊波拉病毒, 1976）
  - 蘇丹埃博拉病毒博尼費斯株 Sudan ebolavirus-Boniface 1976
  - 蘇丹埃博拉病毒古盧株 Sudan ebolavirus-Gulu 2000
  - 蘇丹埃博拉病毒馬萊奧株 Sudan ebolavirus-Maleo 1979
- 象牙海岸伊波拉病毒 Taï Forest ebolavirus （TAFV, 1994），科特迪瓦埃博拉病毒 Cote d’Ivoire ebolavirus
  - 科特迪瓦埃博拉病毒科特迪瓦株 Cote d’Ivoire ebolavirus Cote d’Ivoire
- 扎伊爾埃博拉病毒 Zaire ebolavirus （EBOV）（薩伊伊波拉病毒, 1976）- 標準亞種
  - 扎伊爾埃博拉病毒梅菱噶株 Zaire ebolavirus-Mayinga 1976
  - 扎伊爾埃博拉病毒扎伊爾株 Zaire ebolavirus-Zaire 1976
  - 扎伊爾埃博拉病毒埃克隆株 Zaire ebolavirus- Eckron 1976
  - 扎伊爾埃博拉病毒坦達拉株 Zaire ebolavirus-Tandala 1977
  - 扎伊爾埃博拉病毒基奎特株 Zaire ebolavirus-Kikwit 1995
  - 扎伊爾埃博拉病毒加蓬株 Zaire ebolavirus-Gabon 1994–1997

### 扎伊尔波拉病毒

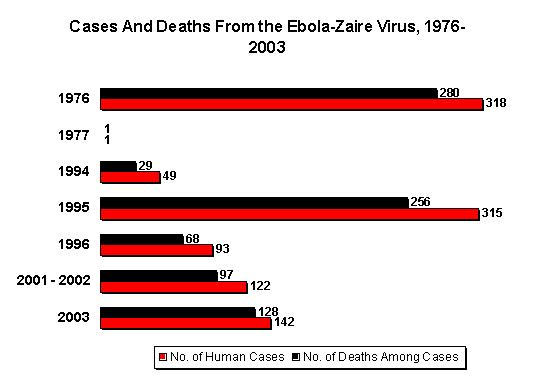
1976年至2003年，紀錄之薩伊伊波拉病毒爆發病例和死亡數

薩伊伊波拉病毒（Zaire ebolavirus）為伊波拉病毒的標準學名亞種，該病毒有高達40%－90%的致死率，在流行地區死亡率1976年為88%、1977年為100%、1994年為59%、1995年為81%、1996年為73%、2001年至2002年為80%，2003年則是90%，2007年平均為83%。
1976年8月26日首次於薩伊北邊城鎮爆發，首例個案紀錄為44歲教師Mabalo Lokela，當時他的高燒被診斷為疑似瘧疾感染，並且接受奎寧注射治療，這位病人每日回醫院就診觀察，一週後卻惡化為無法控制的嘔吐，帶血腹瀉、頭痛、暈眩伴隨呼吸困難，並開始自口、鼻、直腸等多處開始出血，於9月8日過世，病程僅約2週。
不久之後，更多病患帶著相似的症狀就醫，包括發燒、頭痛、肌肉痛、關節痛、疲倦、噁心、暈眩等。這些常發展成帶血腹瀉、嚴重嘔吐和多發性出血，初期傳染可能肇因於重複使用用過卻未消毒之針筒，後續傳染主要則是照顧病患時，在沒有適當安全措施的情況下受到病毒侵襲或傳統埋葬前置作業的清洗過程。

### 蘇丹伊波拉病毒

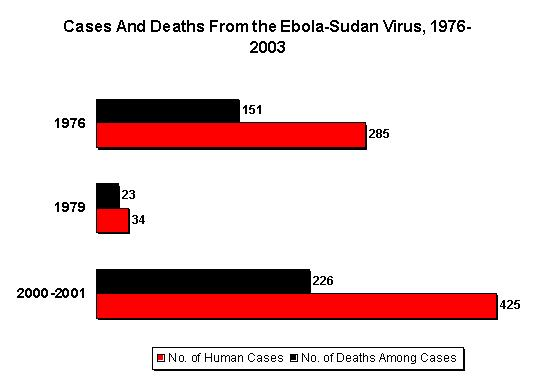
1976年至2003年，紀錄之蘇丹伊波拉病毒爆發病例和死亡數

蘇丹伊波拉病毒（Sudan ebolavirus）在1976年首次在蘇丹棉花廠工人身上被發現。研究人員指出，這名工人應該是在工廠中或附近接觸到帶原生物宿主，但在檢測過工廠附近的動物及昆蟲後仍一無所獲，帶原宿主至今仍是未知。
第二個病例是一位住在蘇丹的夜店負責人，當地醫院用盡所有的方法治療他都沒有效果，最後還是宣告不治。醫護人員在治療時並沒有適當的防護措施，導致病毒傳遍醫院發生大爆發。
最近的爆發發生於2004年5月。2004年5月，蘇丹Yambio縣回報20個病例，並有五人死亡。疾病管制局在幾天後確認這些病例為蘇丹伊波拉，鄰近國家例如烏干達、剛果皆增加邊界的守衛，以控制疫情。1976年蘇丹伊波拉的平均死亡率為53%，1979年為68%，2000年至2001年間為53%，平均死亡率為53.76%。

### 雷斯頓伊波拉病毒
1989年11月雷斯頓伊波拉病毒（Reston ebolavirus）首次在一群由菲律賓進口至美國維珍尼亞州雷斯頓的食蟹猴（Macaca fascicularis）身上發現。此一病毒對猴子有很高的致死率，但對人類並沒有致命性。
1990年2月，雷斯頓伊波拉病毒再次在雷斯頓、德州及菲律賓爆發。1992年及1996年，更多病例在意大利托斯卡納和德州發現。所有感染的猴隻出現與猿猴出血熱類似的症狀。在這兩次爆發中，沒有任何人類受到感染。

### 象牙海岸伊波拉病毒
象牙海岸伊波拉病毒（Taï Forest ebolavirus）首先在象牙海岸的塔伊国家公园中被發現。在1994年11月1日，两隻黑猩猩屍體在森林裡被發現。檢驗人員發現在心臟中的血液是棕色的，且內臟外觀並沒有明顯痕跡，肺中充滿血液。從黑猩猩身上採取到的組織顯示，此病毒與蘇丹伊波拉及1976年爆發的薩伊伊波拉十分相似。 1994年後，更多死亡的黑猩猩被發現，科學家用許多方法對病毒進行檢測。感染的來源被認為是一隻被黑猩猩捕食且帶有病毒的疣猴。
執行屍體檢驗的其中一位科學家感染了病毒，出現了類似登革熱的症狀並在一星期後被送到醫院治療。兩個星期後出院，在感染病毒之後的第六個星期完全康復。

### 本迪布焦伊波拉病毒
本迪布焦伊波拉病毒（Bundibugyo ebolavirus）首次出現於2007年8月，造成了西部區 (烏干達) 本迪布焦區的伊波拉出血熱疫情。

### 邦巴利伊波拉病毒
邦巴利伊波拉病毒（Bombali ebolavirus）首先在獅子山共和國 邦巴利區，的四隻蝙蝠身上被發現。

## 症狀

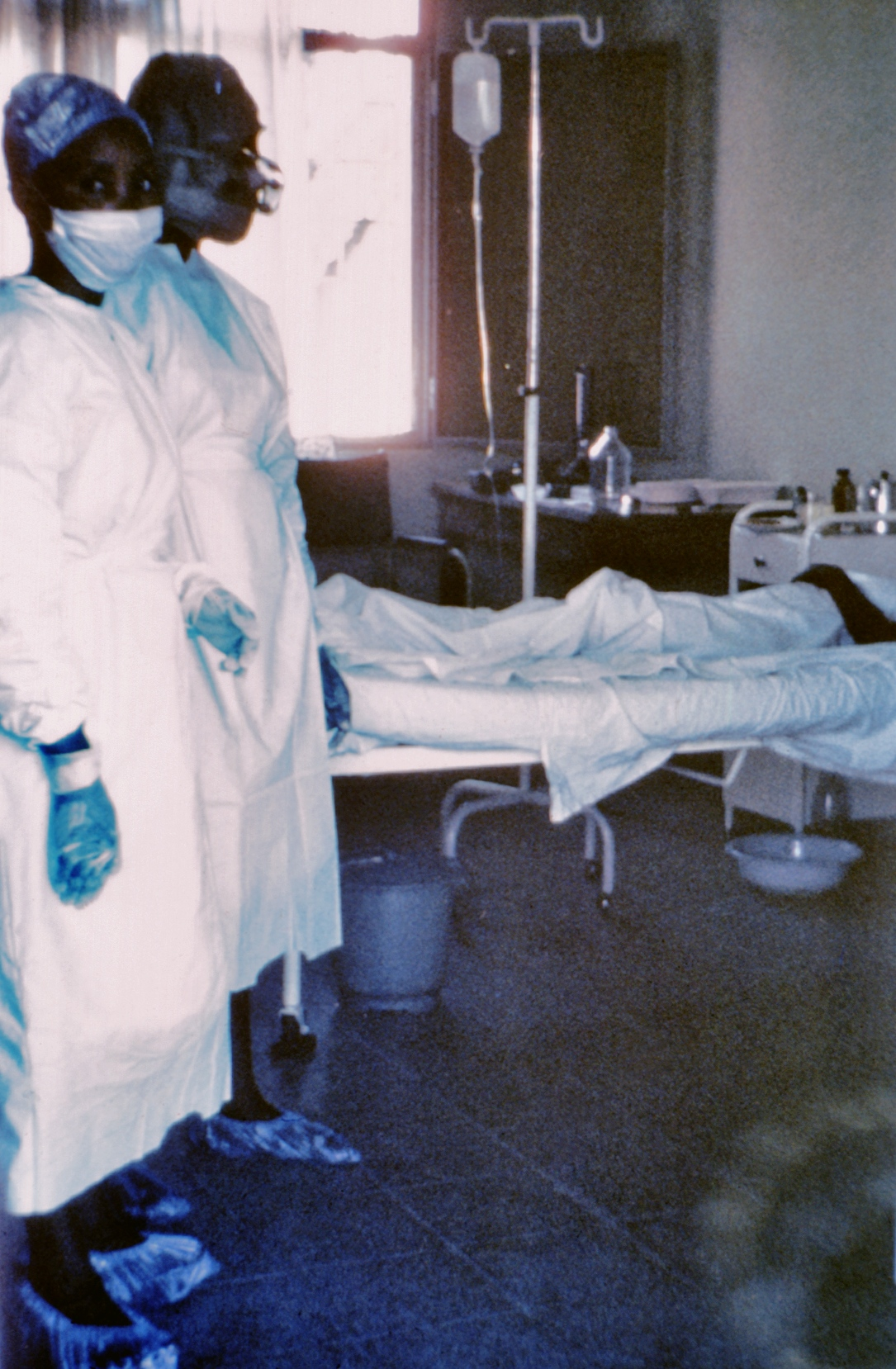
1976的一張照片，當中有兩名護士站在金沙薩第三個病人（Mayinga護士）前。Mayinga護士於扎伊爾金沙薩市的Ngaliema醫院接受治療。

症狀因人而異，會突然出現。

### 潛伏期
典型埃博拉病毒出血热的潜伏期约2-21天。
（95%的感染者於21日內發病，但有個別感染者在病毒入侵身體後第25日才發病。伊波拉病毒潛伏期多數在8-10日之間。）

### 初期症狀
最初的症狀包括：發高燒（最少38.8攝氏度或101華氏度）、嚴重頭痛、肌肉、關節或腹部疼痛、嚴重乏力和疲倦、咽炎喉嚨痛、作嘔和頭暈。懷疑疫症爆發前，早期症狀會被錯誤診斷為瘧疾、登革熱、傷寒、痢疾、感冒或其他細菌感染，這些病都較常見。

### 中期症狀
伊波拉病毒進而可能會引致腹瀉、深色或帶血的糞便、咖啡样吐血、因血管脹大而眼睛變紅、因皮下出血而皮膚出現紅斑丘疹、紫斑和內出血。身體任何孔都會出血，包括鼻、口、肛門、生殖器官或針孔。
其他症狀包括低血壓（低於90毫米汞）、低血容量、心悸、體內器官嚴重受損（尤其是腎、脾和肝）並引致弥散性全身壞死及蛋白尿。

### 末期症狀
由中期症狀病發開始到死亡（通常因為低血容量性休克以及脏器衰竭) 通常需要7至14日。染病後第二個星期，病人一是退燒，二是出現多個器官衰竭，甚至出血不止。

### 傳播方式
體液傳染。
儘管伊波拉病毒來勢洶洶，但仍有一些人能倖存下來。他們須經常接受檢查，以確保其體液裡不含有病毒，除了眼球。據悉，男患者痊癒40天後還能通過性行為把病毒傳播給他人。這種病毒通過接觸被感染的人或者動物血液、分泌物、器官或者其他體液傳播。因此，醫護工作者和患者家屬最容易被感染。

### 发病机理
埃博拉病毒通过“细胞内吞”和“膜融合”等方式侵入细胞内部，其表面跨膜糖蛋白GP在后一种入侵方式中扮演重要角色。埃博拉病毒可侵袭哺乳动物体内多种组织细胞，例如巨噬细胞、纤维原细胞、内皮细胞、肝细胞、肾细胞和肾上腺皮质细胞等，并造成脏器坏死和组织糜烂出血。

### 預防
1. 在流行地區，避免接觸或食用果蝠、猿猴等野生動物。
2. 避免直接接觸被感染者或其屍體之唾液、淚液、血液、分泌物、器官、精液或可能被污染的環境。病患禁止性行為，直到確定精液無病毒為止。
3. 醫護人員需提高警覺並配戴最高級防護配備，實施感染控制措施。

### 治療
治疗首先是辅助性的，包括使病毒入侵最小化，平衡电解质，修复损失的血小板以便防止出血，保持血液中氧元素含量，以及对并发症的治疗。排除个别病例，伊波拉康复者的血清在治疗疾病中并没有什么作用。干扰素对伊波拉也是无效的。在猴子试验中，凝固干扰素似乎能起一些作用，使原本100%必死的感染猴中存活下33%。USAMRIID的科学家宣称，4只感染伊波拉病毒的猕猴中有3只康復。
現今唯一對抗方法為注射NPC1L1阻礙劑，埃博拉病毒需透過NPC1進入細胞核進行自身複製，NPC1蛋白於細胞間進行運輸膽固醇，即使阻礙劑會阻擋膽固醇的運輸路線造成尼曼匹克症，但那是可以容忍的。絕大多數的爆發都是短暫的時間。
曾到「伊波拉病毒出血熱」流行地區，或曾進行伊波拉病毒檢體實驗操作，並出現急性發燒、腹瀉、嘔吐、頭痛、噁心等疑似症狀，請儘速就醫並主動告知醫師相關旅遊史等訊息。
NPC1阻礙劑也能對抗馬尔堡病毒。
實驗藥物ZMapp对埃博拉病毒可以产生一定效用。

### 疫苗
首款可用在人体的疫苗Ervebo(rVSV-ZEBOV)由默沙东公司研发，先后于2019年11月13日获得欧洲药品管理局建议欧盟委员会批准有条件上市，于2019年12月19日获得美国食品药品监督管理局批准上市，该疫苗为预防性疫苗，适用于18岁及以上人群。

## 生物戰爭
由於伊波拉病毒致死率極高，因此被美國疾病控制與預防中心歸類為最高等級之生物恐怖襲擊的武器。被認為是最可怕的威脅公共安全、健康的潛在生物武器。
根據美國科學家於迪特里克堡和前苏联Biopreparat機構的研究，伊波拉病毒曾在冷戰期間考慮作為針對蘇聯的生物武器。
伊波拉病毒因其致命性強而考慮作為生物武器，但由於病毒孵化期短，很可能在先殺死一部分人之後無法大規模傳播。因此有些病毒研究者希望通過結合天花病毒，製造出一種傳播範圍大、殺傷力強的病毒，作為恐怖襲擊武器。
1992年，日本的奧姆真理教領袖麻原彰晃曾帶領40名成員赴扎伊爾，希望獲得此病毒，作為大屠殺工具，但最後並未成功。

## 主要疫情
2014年9月20日，伊波拉病毒藉由飛機開始擴散到美國，美國疾管局證實德州達拉斯出現一名感染伊波拉病毒患者。他從賴比瑞亞回來，卻在美國發病，所以這是美國診斷出的第一宗伊波拉病例，也是第一個在非洲以外所診斷出的伊波拉病例。
CNN主播：「我們有重大突發新聞，德州達拉斯醫院有病患確診染上伊波拉，這是首宗在美國本土發病的案例。」隨後美國疾管局趕緊出面說明，美國疾管局主任弗萊德：「今天我們要告訴大家一名從賴比瑞亞回來的國人，在美國被診斷出染上伊波拉。」
這名男子9月19日從賴比瑞亞搭機返美，隔天抵達，26日開始出現高燒和嘔吐症狀，多日後才前往醫院就醫。29日德州達拉斯醫院診斷患者疑似染上伊波拉，立即通報，化驗結果呈陽性反應。令人擔心的是，患者從發病到住院這關鍵四天曾經和多名親友接觸，不只如此，和他從賴比瑞亞搭乘同一班機的旅客只要接觸過，都有可能在未來幾天發病。疾管局強調會嚴防疫情擴散，全力清查曾和病患接觸過的人。
由於伊波拉病毒的潛伏期最多可達21天，而且疾管局基於保護病患隱私，不會公開更多相關細節，只強調這名病患在賴比瑞亞應該沒有參與對抗伊波拉病情的工作，但畢竟先前感染的美國人全部都是在西非疫區確診後，才返回美國治療，而這名德州病患不但是美國診斷出第一宗在美國發病的伊波拉病例，更是第一個在非洲以外診斷出的病例，伊波拉病毒是透過直接接觸或體液傳染，不會經過空氣傳播，但伊波拉病毒在西非爆發六個月以來，已經造成當地超過三千人死亡，如今連美國也傳出病例，美國疾管局甚至警告，到明年一月以前，光是在西非就會有55萬到140萬人感染。
該地區靠近1976年Nhoy Mushola記載的在薩伊的Yambuku和蘇丹西部的Nzara第一次爆發的地方。起源於商業發展，把泥土中的病毒捲起。在這次爆發中，共有603個感染案例，有431人死亡。其中薩伊318例感染，有280例死亡；蘇丹有285例感染，151例死亡。最後由於病毒孵化期短，殺人的速度比傳播快，導致殺死一部分人之後無法再傳播。
伊波拉目前共發現4種品系。兩種分別命名為EBO-Z（Ebola-Zaire，薩伊伊波拉）和EBO-S（Ebola-Sudan，蘇丹伊波拉）在1976年被確認。相對於薩伊伊波拉的90%的死亡率，在蘇丹爆發的伊波拉病毒的死亡率較低，約為50%。1990年，相似的病毒在從菲律賓進口到美國維吉尼亞州雷斯頓的猴子中發現。這種病毒被命名為Ebola-Reston。
更進一步的爆發發生在薩伊及剛果民主共和国（1995年、2003年、2012年、2018年剛果赤道省、2018年剛果基伍）、加彭（1994年、1995年、1996年、1997年、2001年和2002年）、烏干達（2000年、2012年）、南非（1996年）、美國德州（1989年、1990年和1996年）、『蘇丹』（2004年）和西非（爆發於幾內亞，2014年西非伊波拉病毒疫情）

## 擴散地區
- 前幾名感染埃博拉病毒的美國人都是在西非被診斷出埃博拉病毒之後，被帶回美國治療。
- 一位利比里亞籍病患於2014年9月19日離開利比里亞，20日抵達美國，入境時沒有任何症狀。但4、5天之後，此人就出現症狀，在入院前的時候他曾經與五位當地學童有過近距離接觸，於2014年9月28日入院並被隔離。隨後，在2014年9月30日，美國疾病控制與預防中心宣佈，在美國德州達拉斯發現了美國境內首個埃博拉病例。第二例埃博拉病毒感染者是护士Nina Pham。

## 延伸閱讀
- Lethal experimental infection of rhesus monkeys with Ebola-Zaire (Mayinga) virus by the oral and conjunctival route of exposure PubMed, February 1996, Jaax et al.
- Transmission of Ebola virus (Zaire strain) to uninfected control monkeys in a biocontainment laboratory PubMed, December 1993
- Lethal experimental infections of rhesus monkeys by aerosolized Ebola and marburg virus PubMed, August 1995
- Marburg and Ebola viruses as aerosol threats PubMed, 2004, USAMRIID
- Other viral bioweapons: Ebola and Marburg hemorrhag fever PubMed, 2004
- Questions and Answers about Ebola Hemorrhagic Fever, Center for Disease Control (CDC), retrieved 10 July 2006
- ICTVdB database entry on genus Ebolavirus
- Infection Control for Viral Hemorrhagic Fevers in the African Health Care Setting - Center for Disease Control and Prevention, Atlanta, December 1998
- History of Ebola Outbreaks - Centers for Disease Control Special Pathogens Branch, retrieved 10 July 2006
- Draper, Allison Stark. Ebola. New York: The Rosen Publishing Group, Inc., 2002
- Horowitz, Leonard G. Emerging Viruses: AIDS & Ebola — Nature, Accident, or Intentional?. Rockport, MA: Tetrahedron, Inc., 1996
- Regis, Ed. Virus Ground Zero; Simon & Schuster: New York, 1996; p104
- J. Infect. Dis. 1999 179 S1-S7
- Merck Research Laboratories. The Merck Manual of Diagnosis and Therapy, Seventeenth Edition; Merck Research Laboratories: Whitehouse Station, N.J.; pg 1311

## 外部連結
- （英文）伊波拉病例和爆發 - 美國疾病管制局
- （英文）伊波拉病毒出血熱
- （英文）Death Called a River（页面存档备份，存于） - Jason Socrates Bardi, Scripps Research Institute
- 世界卫生组织伊波拉概括資訊：英文（页面存档备份，存于）／中文 （页面存档备份，存于）
- 埃博拉病毒中文資訊：中华人民共和国国家卫生计生委／中华民国衛生福利部疾病管制署 （页面存档备份，存于）／香港衛生署衛生防護中心 （页面存档备份，存于）／澳門衛生局 （页面存档备份，存于）
- 伊波拉病毒的图片 （页面存档备份，存于）